# هيروشي ساكاموتو
هيروشي ساكاموتو (باليابانية: 坂本弘) هو سباح ياباني، ولد في 26 يونيو 1960.

## روابط خارجية
- هيروشي ساكاموتو على موقع الاتحاد الدولي للسباحة (الإنجليزية)
- هيروشي ساكاموتو على موقع أوليمبيديا (الإنجليزية)